# Anadirski zaljev
Anadirski zaljev (rus. Анадырский залив) je zaljev na krajnjem sjeveroistoku Sibira u Rusiji.

## Zemljopisni položaj
Nalazi se na sjeverozapadnom dijelu Beringovog mora. Proteže se od rta Čukči na sjeveru do rta Navarin na jugu. Zaljev je dužine 250 milja (400 km). Nastavlja se u dva manja, zaljev Kresta i Anadirski liman. Anadirski zaljev je u prosjeku 10 mjeseci godišnje pod ledom.

## Značajnije naseobine
Grad Anadir, upravno sjedište Čukotskog autonomnog okruga nalazi se na obalama ovog zaljeva.

## Vanjske poveznice
|  | Zajednički poslužitelj ima još gradiva o temi Anadirski zaljev |

Ovaj članak uključuje prijevod teksta iz jedanaestog izdanja Encyclopædije Britannice, urednik Hugh Chisholm, objavljenog 1911. godine, nakladnik Cambridge University Press, koje je javno dobro.